# Пропата
Пропата (італ. Propata, ліг. Propâ) — муніципалітет в Італії, у регіоні Лігурія,  метрополійне місто Генуя.
Пропата розташована на відстані близько 400 км на північний захід від Рима, 27 км на північний схід від Генуї.
Населення — 143 особи (2014).

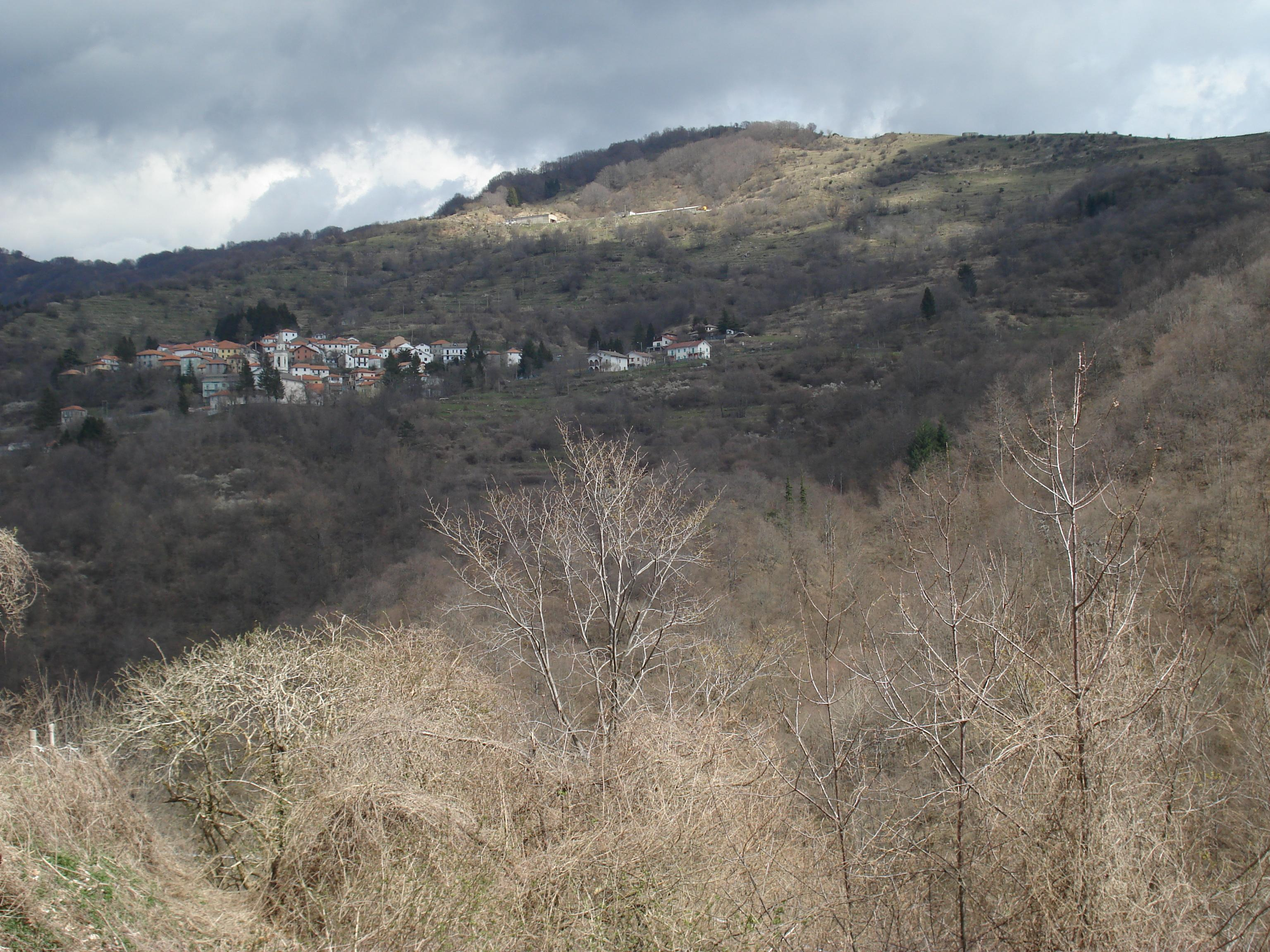

Щорічний фестиваль відбувається 10 серпня. Покровитель — san Lorenzo.

## Демографія
Населення за роками:

Станом на 1 січня 2023 року в муніципалітеті офіційно проживало 11 іноземців з 2 країн, серед них 6 громадян країн Євросоюзу та 5 громадян України.

## Сусідні муніципалітети
- Каррега-Лігуре
- Фашія
- Ронданіна
- Торрилья
- Вальбревенна